# Sterling (Oklahoma)
Sterling – miasto w Stanach Zjednoczonych, w stanie Oklahoma, w hrabstwie Comanche.